# 大卡斯塔文湖
53°13′22″N 13°14′18″E / 53.22278°N 13.23833°E
大卡斯塔文湖（德語：Großer Kastavensee），是德國的湖泊，位於該國西南部，由勃蘭登堡州負責管轄，處於上哈弗爾縣，長1.5公里、寬0.4公里，面積0.6平方公里，海拔高度62米，最大水深14米，水體容量330萬立方米。